# Чагаев, Булат
Булат Чагаев — проживающий в Швейцарии чеченский бизнесмен. Получил известность благодаря банкротству в январе 2012 года футбольного клуба «Ксамакс», который предприниматель приобрёл за несколько месяцев до этого.

## Биография
Биография Чагаева известна лишь частично из-за скрытности предпринимателя. Он утверждает, что не знает размеров своего состояния. Считается, что сын партийных функционеров Чагаев окончил Грозненский государственный нефтяной технический университет. Его жена Ирина — дочь политика Доку Завгаева. С 1987 года (по другим данным, с 1993) Чагаев проживает в основном в Швейцарии. По словам Чагаева, в 1991 году он приобрёл футбольный клуб «Терек», который вскоре распустил из-за чеченского конфликта. В 1996 году бизнесмен стал депутатом чеченского парламента, который практически сразу был распущен сепаратистами. В 1997 году Чагаев назывался как фигурант скандала с фальшивыми авизо.
В 2008—2010 годах Чагаев основал в Швейцарии 4 компании: «Анвергюр менеджмент», «Анвергюр трейдинг», «Анвергюр риэл эстейт» и «Дагмара Трейдинг». В апреле (по другим данным, в мае) 2011 года он приобрел местный футбольный клуб «Ксамакс», поверив на слово, что у клуба нет долгов. Будучи вице-президентом «Терека», Чагаев оплатил грандиозное открытие «Ахмат Арены» 11 мая, за что получил от Рамзана Кадырова медаль «За заслуги перед Чеченской Республикой». Однако уже в сентябре Кадыров уволил его за невыполнение финансовых обязательств. В то же время Чагаеву пришлось разбираться с финансовыми проблемами у «Ксамакса», оказавшегося в долговой яме. Кроме того, Чагаев повздорил с работниками и поклонниками клуба, пытаясь внедрить в него чеченскую культуру и переименовать в «Ксамакс-Вайнах». В январе 2012 года «Ксамакс» был расформирован, а Чагаев арестован за подделку справки Bank of America на 350 миллионов долларов. В апреле 2013 года швейцарские власти постановили выслать Чагаева из страны, где он проживал по деловой визе.